# Bir Hadaj
Bir Hadaj (Hebreeuws: ביר הדאג', Arabisch: بئر هداج) is een bedoeïenendorp dat behoort tot de regionale raad van Neve Midbar in de Negev.
In 1978 werd het dorp tot een militaire zone verklaard waardoor de inwoners gedwongen werden te vertrekken. Pas in 1994 kregen de inwoners toestemming om terug te keren, maar de plaats was toen wel twee kilometer verwijderd van zijn oorspronkelijke locatie.
Hoewel de inwoners het Israëlische staatsburgerschap hebben, sommigen al veertig jaar, in het leger hebben gediend en belasting hebben betaald, werd hen in augustus 2017 door de autoriteiten het staatsburgerschap ontnomen. Er werd geen verklaring voor gegeven dan alleen dat het hen per vergissing gegeven was.